# Ulica Krakowska w Opolu
Ulica Krakowska (niem. Krakauerstrasse, Krakauer Vorstadt, w latach 30. XX wieku Hindenburgstrasse) - reprezentacyjna ulica w centrum Opola, zaczyna się na Rynku i biegnie na południe, aż do skrzyżowania z ul. Korfantego i 1 Maja, w pobliżu Dworca PKP. Od ul. Damrota do pl. Wolności stanowi deptak.
Początkowo ulica nosiła nazwę Bytomska, od Bramy Bytomskiej, znajdującej się w obrębie murów miejskich. W XIX wieku nadano jej współczesną nazwę - Krakowska/Krakauerstrasse. Po dojściu do władzy nazistów w 1933 przemianowano ją na Helmut-Brücknerstrasse, na cześć nadprezydenta prowincji Górny Śląsk z ramienia NSDAP Helmuta Brücknera. Już rok później popadł on w niełaskę u Adolfa Hitlera i nazwę zmieniono na Hindenburgstrasse.
Po włączeniu Opola w granice Polski powrócono do historycznej nazwy Krakowska, aby w 1949 nadać jej imię Józefa Stalina. Kolejny powrót do tradycyjnej nazwy nastąpił w 1956.
Przy ul. Krakowskiej znajduje się m.in.:
- Filharmonia Opolska (nr 24)
- Dom Towarowy Ziemowit (nr 45-47)
- gmach Poczty Głównej (nr 46)
- hotel Accor Mercure Opole (nr 57-59)

## Galeria

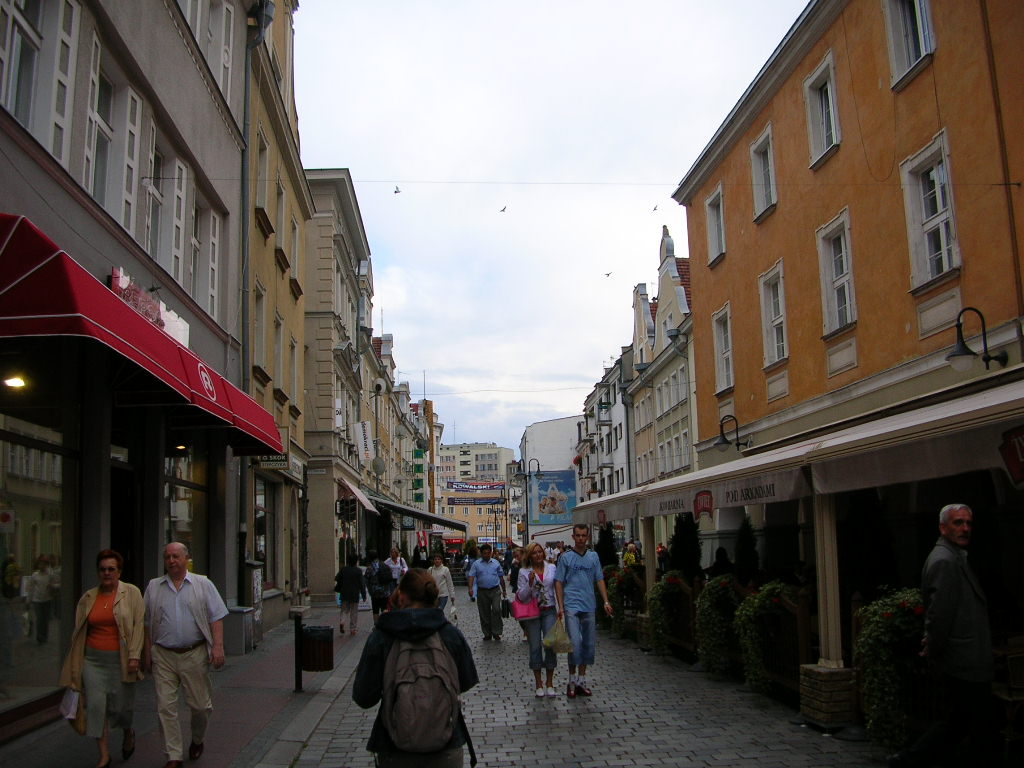
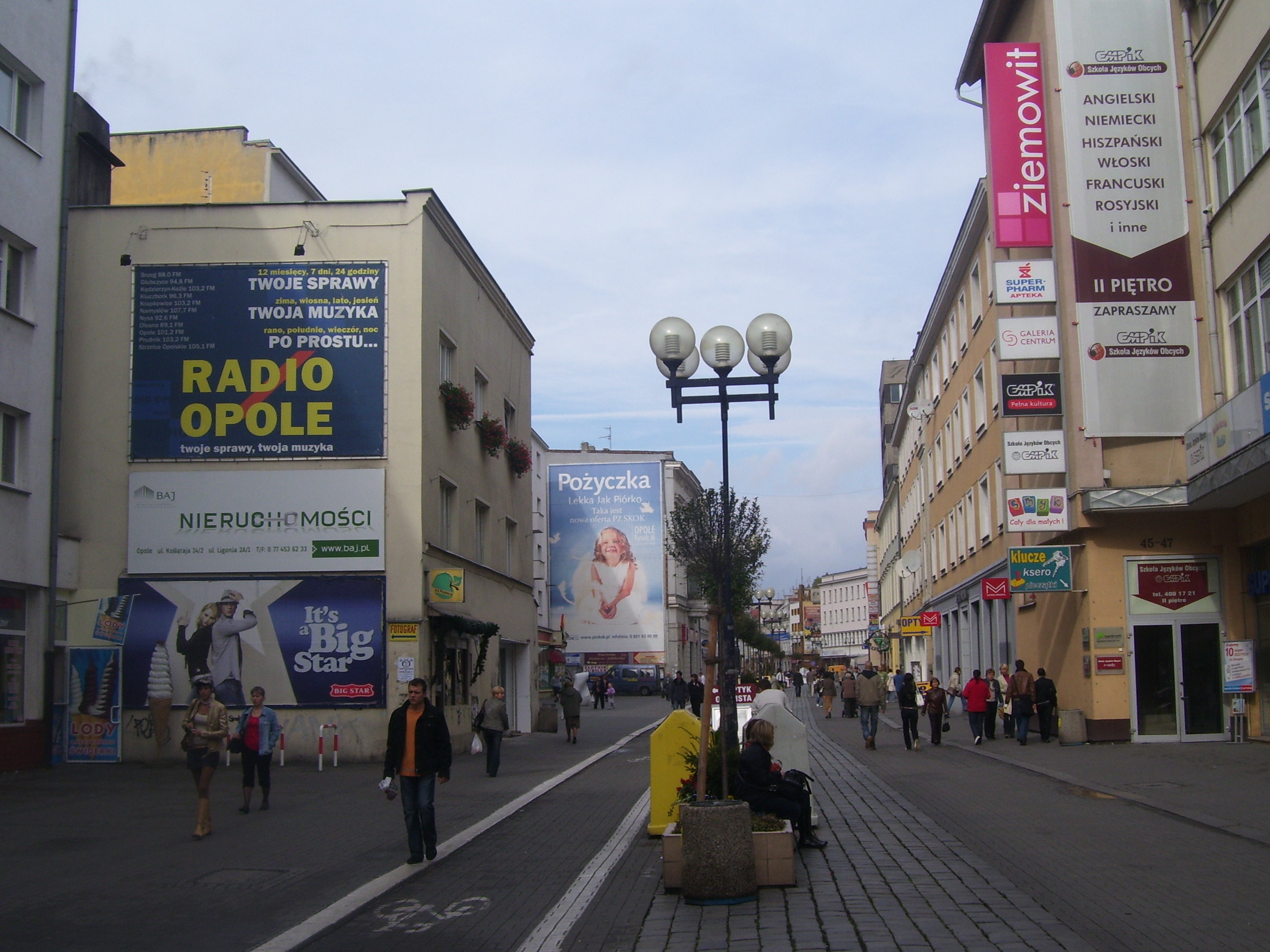
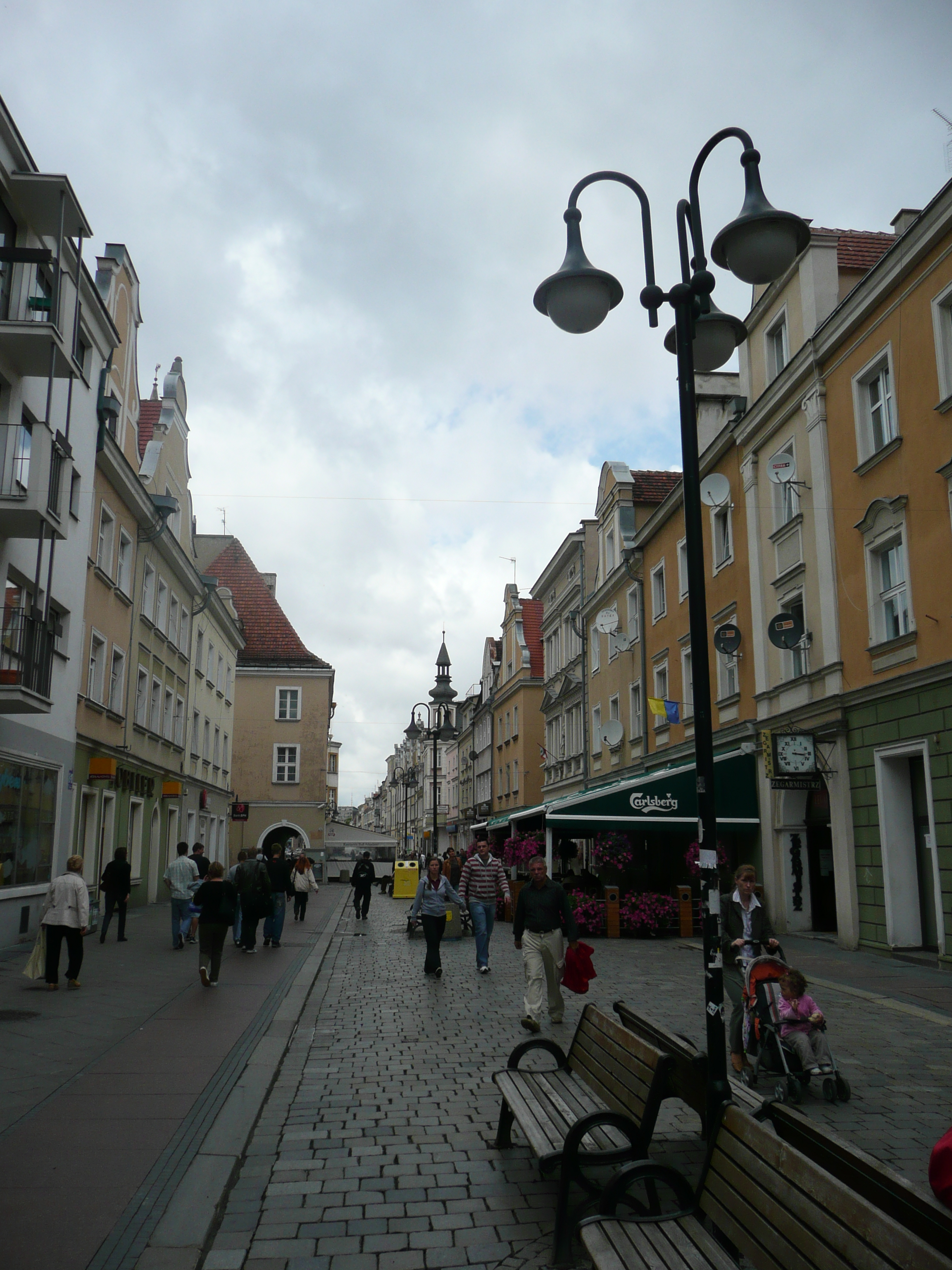
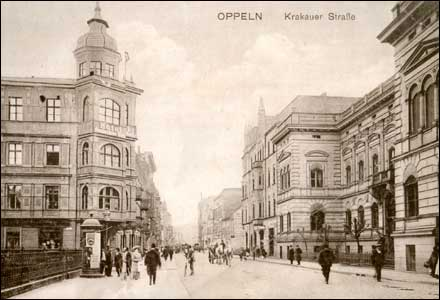
1917